# Мартинович, Изабелла Ивановна
Изабе́лла Ива́новна Мартино́вич (бел. Ізабела Іванаўна Марціновіч; 27 октября 1927, Богушевск, Оршанский округ — 16 февраля 2021) — советский и белорусский юрист. Доктор юридических наук (1969), профессор (1971), профессор кафедры уголовного процесса и прокурорского надзора юридического факультета Белорусского государственного университета, доктор юридических наук, заслуженный работник высшей школы Беларуси (1982), Заслуженный юрист Республики Беларусь (1995).

## Биография
Родилась 27 октября 1927 года в Богушевске Витебской области. В 1949 г. окончила Минский юридический институт.
В Белорусском государственном университете работает с 19 лет. С 1956 года работает на юридическом факультете Белорусского государственного университета. Кандидатскую диссертацию на тему: «Принцип гласности в советском уголовном процессе» защитила в 1954 г. в Московском юридическом институте, а в 1969 г. докторскую диссертацию: «Развитие суда и криминально-процессуальных форм судебной деятельности в Белорусской ССР (1917—1967 гг.)». С 1971 г. — профессор кафедры уголовного процесса и прокурорского надзора.
Является первой в Беларуси женщиной профессором — доктором права.
Умерла 16 февраля 2021 года.

## Научная деятельность
Изабелла Ивановна исследует проблемы судоустройства, уголовного процесса, прокурорского надзора, истории государства и права Беларуси. Большой вклад внесла в разработку Концепции судебно-правовой реформы, а также Основного закона страны 1994 г.
Профессор напечатала около 150 научных работ, в том числе 7 монографий, является соавтором учебников и научно-практических комментариев. Подготовила четырёх кандидатов и одного доктора юридических наук.
Является членом Совета по защите кандидатских и докторских диссертаций Белорусского государственного университета, член редакционной коллегии журнала «Юстиция Беларуси»

## Награды и премии
- Грамота Верховного Совета БССР (1971)
- Почётное звание заслуженного работника высшей школы Белорусской ССР (1982)
- Заслуженный юрист Республики Беларусь (1995 г.)
- Почетный работник юстиции Беларуси (2007)
- Лауреат премии имени В. И. Пичеты (2006).